# White Lilies Island
White Lilies Island è il secondo album in studio della cantante australiana Natalie Imbruglia, pubblicato in Europa e Australia il 5 novembre 2001 e in America il 5 marzo 2002.

## Tracce
1. That Day – 4:44 (Natalie Imbruglia, Patrick Leonard)
2. Beauty on the Fire – 4:21 (Natalie Imbruglia, Gary Clark, Mat Wilder)
3. Satellite – 3:08 (Natalie Imbruglia, Phil Thornalley)
4. Do You Love – 4:43 (Natalie Imbruglia, Gary Clark)
5. Wrong Impression – 4:17 (Natalie Imbruglia, Gary Clark)
6. Goodbye – 5:01 (Natalie Imbruglia, Mat Wilder)
7. Everything Goes – 4:01 (Natalie Imbruglia, Gary Clark)
8. Hurricane – 3:38 (Natalie Imbruglia, Gary Clark)
9. Sunlight – 5:01 (Natalie Imbruglia, Gary Clark)
10. Talk in Tongues – 3:29 (Natalie Imbruglia, Phil Thornalley)
11. Butterflies – 4:56 (Natalie Imbruglia, Gary Clark)
12. Come September – 4:10 (Natalie Imbruglia, Gary Clark)

## Classifiche
| Classifica (2001) | Posizione massima |
| ----------------- | ----------------- |
| Australia         | 3                 |
| Austria           | 59                |
| Francia           | 43                |
| Germania          | 49                |
| Italia            | 21                |
| Regno Unito       | 15                |
| Svizzera          | 23                |